# Mirsad Fazlagić
Mirsad Fazlagić (n. el 4 de abril de 1943) es un exfutbolista y entrenador bosnio. Es considerado uno de los mejores defensores del fútbol yugoslavo y fue subcampeón de la Eurocopa 1968, en la que fue nombrado uno de los mejores jugadores del torneo. Desarrolló gran parte de su carrera deportiva en el FK Sarajevo.

## Carrera profesional
Fazlagić comenzó su carrera futbolística en la formación juvenil de su equipo local Borac Čapljina en 1957. A los diecisiete años de edad fichó por FK Željezničar, uno de los mejores clubes bosnios y donde hizo su debut en el nivel superior del fútbol yugoslavo. Después de una temporada con el equipo azul firmó por los encarnizados rivales del FK Sarajevo en el verano de 1960.
El equipo liderado por el prolífico goleador Asim Ferhatović terminó cuarto en la liga durante la temporada 1963-1964, con Fazlagić estableciéndose como una de las referencias. Dos años más tarde, los marrón-blancos terminaron subcampeón detrás del FK Partizan y eventualmente ganaron la liga durante la temporada 1966-1967, con él capitaneando el equipo. El FK Sarajevo fue derrotado por el Manchester United en la segunda ronda de la Copa de Europa de 1967-68, a pesar de haber logrado un empate sin goles en el partido de ida. La vuelta en Old Trafford terminó en polémica después de que el balón salió de los límites antes de que los anfitriones anotaran el gol de la victoria.
Después de firmar un contrato previo con la Juventus en el otoño de 1971, lo que le habría convertido en el defensor más caro de la historia hasta ese momento, sufrió una horrenda lesión en la rodilla y el fichaje quedó cancelado. Después de recuperarse durante casi un año, fue nuevamente dirigido por el entonces mánager de FK Sarajevo, Srboljub Markušević. Él se retiró prematuramente en 1975 después de haber disputado 404 partidos para FK Sarajevo mientras que anotó 10 goles. Su partido de despedida para el club fue contra el Sporting CP en el estadio Koševo, un empate 2-2.

## Selección nacional
En la escena internacional, Fazlagić hizo 19 apariciones para Yugoslavia, y su debut se produjo el 31 de marzo de 1963 contra Bélgica (1:0). Es conocido internacionalmente por ser el capitán de Yugoslavia durante el Campeonato de Europa de Naciones de 1968, donde el equipo se llevó la medalla de plata después de una fuerte pérdida ante el equipo local de Italia después de una final con un partido de desempate en el Stadio Olimpico de Roma. Fue nombrado parte del equipo ideal del torneo. También participó en los Juegos Olímpicos de Tokio 1964.

## Carrera como entrenador
En 1974 fue nombrado jugador-entrenador del FK Sarajevo, que lideró durante una temporada, siendo eventualmente transferido al departamento juvenil del club con el fin de ganar más experiencia como entrenador. Después de seis años de dirigir equipos juveniles, fue nombrado subdirector del ex club y compañero de equipo internacional Boško Antić. El par lideró un equipo talentoso de jóvenes, entre ellos Faruk Hadžibegić, Husref Musemić, Slaviša Vukičević, Predrag Pašić y Zijad Švrakić al título de Primera Liga Yugoslava en 1985, convirtiéndose en campeones tanto como jugadores como entrenadores.
En 1986 fue nombrado ayudante de Mirko Jozić en el equipo juvenil sub-20 de Yugoslavia, tomando el lado del Copa Mundial de Fútbol Juvenil de 1987 en Chile. El equipo, poniendo en marcha muchas futuras estrellas europeas, incluyendo Zvonimir Boban, Robert Prosinečki, Davor Šuker y Predrag Mijatović, levantó el trofeo. Con el inicio de la guerra de Bosnia y el asedio de Sarajevo en 1992, Fazlagić se reincorporó al FK Sarajevo y participó en la famosa gira mundial 1993-1994 del club, con el objetivo de brindar apoyo y ayuda internacional al nuevo estado independiente. Después del final de la guerra él trabajó como entrenador en Kuwait.